# Umbraspröding
Umbraspröding (Psathyrella umbrina) är en svampart som beskrevs av Kits van Wav. 1982. Umbraspröding ingår i släktet Psathyrella och familjen Psathyrellaceae.  Arten är reproducerande i Sverige. Inga underarter finns listade i Catalogue of Life.